# معادله فیشر
این مقاله در مورد معادله‌ای است که از ریاضیات مالی نشئت می‌گیرد.
معادله فیشر در ریاضیات مالی و اقتصاد، رابطهٔ بین نرخ بهره اسمی و نرخ بهرهٔ واقعی را تخمین می زند. این نام‌گذاری بعد از فوت اروینگ فیشر، کسی که به واسطهٔ فعالیت‌هایش پیرامون نرخ بهره معروف بود، انجام گرفت. در حوزه مالی معادله فیشر، در وهله اول برای محاسبه بازده تا سر رسید اوراق قرضه و همچنین محاسبه نرخ بازده داخلی سرمایه‌گذاری‌ها مورد استفاده قرار می‌گیرد. در علم اقتصاد، این معادله به منظور پیش‌بینی رفتار نرخ بهره اسمی و نرخ بهره واقعی مورد استفاده است.
در معادله فیشر، i نشان دهندهٔ بهره اسمی، r نشان دهنده نرخ بهره واقعی و π نشان دهندهٔ نرخ تورم می‌باشد.
{\displaystyle i\approx r+\pi }
معادلهٔ فوق یک تخمین خطی است، اما معمولاً به عنوان یک « معادله» تلقی می‌گردد.
{\displaystyle i=r+\pi }
معادله فیشر هم می‌تواند به عنوان پیش‌بینی و هم به عنوان بررسی تاریخی تحلیل، مورد استفاده قرار گیرد. همچنین بررسی تاریخی این معادله می‌تواند به عنوان قدرت واقعی خرید یک وام مطرح گردد:
{\displaystyle r=i-\pi }
اضافه کردن موضوع انتظارات به معادله فیشر و همچنین در نظر گرفتن نرخ بازده مورد انتظار مطلوب و نرخ تورم مورد انتظار πe ( حرف e به معنی انتظار ( expected ) می‌باشد. ) در طول دورهٔ وام، می‌تواند به عنوان یک مدل پیش‌بینی برای تصمیم‌گیری پیرامون نرخ بهره اسمی که باید برای وام در نظر گرفته شود، مورد استفاده قرار گیرد.
{\displaystyle i=r+\pi ^{e}}
معادله اخیر قبل از فیشر هم وجود داشته‌است. اما فیشر، تقریب بهتری از معادله را پیشنهاد می‌دهد که در ذیل آمده‌است.
{\displaystyle 1+i=(1+r)(1+\pi ).}

## استخراج معادله
اگرچه گاهی اوقات دوره زمانی حذف میگردد، اما بینش و تفکری که پشت سر معادله فیشر قرار دارد، رابطهٔ بین نرخ‌های بهره اسمی و واقعی را از طریق نرخ تورم و همچنین تغییرات درصدی در قیمت، در دو دوره زمانی نشان می‌دهد. در نتیجه فرض کنید که فردی در زمان t و در صورتی که نرخ بهره اسمی i_t می‌باشد، اوراق قرضه‌ای به مبلغ 1 دلار خریداری کرده‌است. چنانچه در دوره t+1 این اوراق بازخرید گردد، خریدار مبلغی معادل 1+i_t دریافت خواهد نمود. اما اگر سطوح قیمتی ( تورم ) در بین t و t+1 تغییر کند، ارزش واقعی درآمد حاصل از اوراق قرضه به شرح ذیل است:
{\displaystyle (1+r_{t+1})={\frac {1+i_{t}}{1+\pi _{t+1}}}}
از این معادله می‌توان نرخ بهره اسمی را بدست آورد:
{\displaystyle {\begin{aligned}1+i_{t}&=\left(1+r_{t+1}\right)\left(1+\pi _{t+1}\right)\\&=1+r_{t+1}+\pi _{t+1}+r_{t+1}\pi _{t+1}\end{aligned}}}
در نتیجه:
{\displaystyle {\begin{aligned}i_{t}&=r_{t+1}+\pi _{t+1}+r_{t+1}\pi _{t+1}\\&\approx r_{t+1}+\pi _{t+1}\end{aligned}}}
خط آخر معادلات بالا بر این فرض است که هر دو نرخ بهره واقعی و نرخ تورم، مقادیری کوچک هستند. در نتیجه rt+1 + πt+1 بسیار بزرگتر از rt+1πt+1 می‌باشد و در نتیجه عبارت rt+1πt+1 را می‌توان نادیده گرفت. 
به‌طور کلی، این تقریب را با استفاده از بسط تیلور می‌توان به شکل دیگری نوشت :
{\displaystyle {\begin{aligned}{\frac {1}{1+x}}&\approx 1-x,\\(1+x)(1+y)&\approx 1+x+y.\end{aligned}}}
با ترکیب این 2 بسط می‌توان تقریب را به این گونه بازنویسی کرد:
{\displaystyle 1+r={\frac {1+i}{1+\pi }}\approx (1+i)(1-\pi )\approx 1+i-\pi ,}
و در نهایت :
{\displaystyle r\approx i-\pi .}
این تقریب‌ها تنها می‌تواند برای تغییرات کوچکی مورد استفاده باشد و در نتیجه به جای معادله اصلی مورد استفاده قرار گیرد. چنانچه واحد لگاریتمی مورد استفاده قرار گیرد، برای هرگونه تغییری، معتبر و قابل اتکاست. 

## مثال
نرخ بازدهی بازار اوراق قرضه انگلیس با تاریخ سررسید ۸ مارس ۲۰۵۰، معادل ۳٫۸۱٪ به صورت سالیانه می‌باشد. فرض کنیم که این نرخ، به ۲ نرخ بهره واقعی ۲٪ و نرخ تورم ۱٫۷۷۵٪ تقسیم‌بندی می‌شود. ( به واسطهٔ اینکه اوراق قرضه دولتی به عنوان ورقه بدون ریسک در نظر گرفته می‌شود، هیچ صرف ریسکی در نظر گرفته نمی‌شود.)
1.02 × 1.01775 = (1 + 0.02) × (1 + 0.01775) = 1.0381
این مقاله اشاره به این مطلب دارد که می‌توان بسط (0.02 × 0.01775 = 0.00035 or 0.035%) را در نظر نگرفته و نرخ بهره اسمی را ۳٫۷۷۵٪ در نظر بگیریم. این رقم تقریباً برابر با ۳٫۸۱٪ مثال مورد نظر می‌باشد. 
با نرخ بازدهی اسمی ۳٫۸۱٪ سالیانه، ارزش اوراق قرضه معادل ۱۰۷٫۸۴ پوند به ازای هر ۱۰۰ پوند اسمی می‌باشد. با نرخ بازدهی ۳٫۷۷۵٪ سالیانه، ارزش اوراق قرضه معادل ۱۰۸٫۵ پوند به ازای هر ۱۰۰ پوند اسمی ( ۶۶ پنی (Penny ) بیشتر ) می‌باشد. 
در بازار، اندازه متوسط معاملات واقعی در این نوع اوراق قرضه، در سه ماهه آخر سال ۲۰۰۵ معادل ۱۰ میلیون پوند بوده‌است. در نتیجه تفاوت قیمتی ۶۶ پنی در ۱۰۰ پوند، معادل ۶۶۰۰۰ پوند در هر معامله خواهد شد.

## کاربردها
تحلیل هزینه فرصت: 
همانطور که جزئیاتی توسط Steve Hanks، Philip Carver، Paul Buggy در سال 1975  گفته شد، برای تحلیل هزینه فرصت، چنانچه معادله دقیق فیشر در نظر گرفته نشود، به شدت با انحراف رو برو خواهیم بود. قیمت‌ها و نرخ‌های بهره، باید هر دو به صورت واقعی یا اسمی پیش‌بینی گردد. 
برای تحلیل هزینه فرصت، نرخ تورم می‌تواند به 2 صورت به کار گرفته شود. ابتدا زمانی که ارزش فعلی خالص سودهای انتظاری را محاسبه می‌کنیم، قیمت‌ها و نرخ‌های بهره می‌تواند در شرایط واقعی مورد محاسبه قرار گیرد. در نتیجه تورمی را در قیمت‌ها و نرخ‌های بهره در نظر نمی‌گیریم. رویکرد دوم شامل تورم است که در محاسبه قیمت و نرخ بهره در نظر گرفته می‌شود و محاسبات براساس شرایط اسمی انجام می‌گیرد. طبق جزئیات بیان شده در ذیل، هر دو رویکرد تا زمانی که قیمت و نرخ بهره در شرایط واقعی باشد یا اینکه قیمت و نرخ بهره در حالت اسمی باشد، با هم دیگر برابر هستند.
برای مثال فرض کنید که Zi به عنوان سودهای خالص در انتهای سال tاست که براساس قیمت ثابت محاسبه شده‌است. همچنین Rt، It و rt به ترتیب نرخ بهره واقعی، نرخ تورم انتظاری و نرخ بهره اسمی برای سال‌های t ( t=1,2،…,n ) است. ارزش فعلی سودهای خالص انتظاری (PVNB) برابر است با:
{\displaystyle {\text{PVNB}}={\frac {Z_{1}}{1+R_{1}}}+{\frac {Z_{2}}{(1+R_{1})(1+R_{2})}}+\cdots +{\frac {Z_{n}}{(1+R_{1})\cdots (1+R_{n})}}}
معادله بالا برای زمانی است که هیچ گونه تورمی را در قیمتها و نرخ‌های بهره در نظر نگیریم. ارزش فعلی سود خالص انتظاری با در نظر گرفتن تورم معادل :
{\displaystyle {\text{PVNB}}={\frac {Z_{1}(1+I_{1})}{1+r_{1}}}+{\frac {Z_{2}(1+I_{1})(1+I_{2})}{(1+r_{1})(1+r_{2})}}+\cdots +{\frac {Z_{n}(1+I_{1})\cdots (1+I_{n})}{(1+r_{1})\cdots (1+r_{n})}}}
براساس معادله دقیق فیشر می‌توان بدین صورت نوشت که :
{\displaystyle {\begin{aligned}{\text{PVNB}}&={\frac {Z_{1}(1+I_{1})}{(1+R_{1})(1+I_{1})}}+{\frac {Z_{2}(1+I_{1})(1+I_{2})}{(1+R_{1})(1+R_{2})(1+I_{1})(1+I_{2})}}+\cdots \\[8pt]&{}\qquad \cdots +{\frac {Z_{n}(1+I_{1})\cdots (1+I_{n})}{(1+R_{1})\cdots (1+R_{n})(1+I_{1})\cdots (1+I_{n})}}\end{aligned}}}
با مشاهده معادله بالا، کاملاً مشخص می‌شود که ارزش فعلی سودهای خالص بدست آمده از معادله دیگر، با معادله بالا یکسان خواهد بود. این معادلات هرگونه نگرانی را راجع به اینکه آیا تجزیه و تحلیل هزینه فرصت را در شرایط قیمت‌های ثابت باید انجام داد یا اسمی، پاسخ می‌دهد. 
اوراق قرضه تطبیقی با تورم
معادله فیشر در معادلات اوراق قرضه تطبیقی با تورم، مفهوم بسیار مهمی تلقی می‌گردد. چرا که تغییر در کوپن‌های پرداختی در نتیجه تغییر در نقطهٔ سربه سر تورم، نرخ بهره واقعی و نرخ بهره اسمی می‌باشد. ( اوراق قرضه تطبیقی با تورم، اوراقی است که اصل مبلغ پرداختی در برابر تورم یا کاهش قیمت‌ها تعدیل می‌گردد. به بیان دیگر این اوراق برای پوشش در برابر ریسک تورم طراحی گردیده است. )
سیاست‌های پولی
معادله فیشر در فرضیه فیشر نقش کلیدی بازی می‌کند. این معادله اثبات می‌کند که نرخ بهره واقعی تحت تأثیر سیاست پولی قرار نگرفته و از این رو تحت تأثیر نرخ تورم انتظاری نیست. چنانچه نرخ بهره واقعی ثابت باشد، تغییر در نرخ تورم انتظاری ( براساس معادله )، هم جهت با تغییر در نرخ بهره اسمی خواهد بود. مدل‌های مخالف، ادعا می‌کنند که برای مثال، افزایش نرخ بهره انتظاری فقط در نتیجه افزایش کمتر در نرخ بهرهٔ اسمی i و در نتیجه کاهش در نرخ بهره واقعی r خواهد بود.